# Przejście graniczne Świnoujście-Garz
Przejście graniczne Świnoujście-Garz – utworzone i zlikwidowane w 2007 polsko-niemieckie drogowe przejście graniczne położone w województwie zachodniopomorskim, na wyspie Uznam, pomiędzy Świnoujściem i Garzem.

## Opis
Przejście graniczne Świnoujście-Garz z miejscem odprawy granicznej po stronie polskiej w miejscowości Świnoujście zostało utworzone 1 czerwca 2007. Czynne było całą dobę. Dopuszczone było przekraczanie granicy przez pieszych, rowerzystów, autobusy i mały ruch graniczny. Kontrolę graniczną osób, towarów i środków transportu wykonywała Placówka Straży Granicznej w Świnoujściu.
21 grudnia 2007 na mocy układu z Schengen przejście graniczne zostało zlikwidowane.

### Przejście graniczne z NRD
15 kwietnia 1992 zostało zamknięte drogowe przejście graniczne Świnoujście-Garz przeznaczone dotychczas dla wojsk armii ZSRR.

## Galeria

Przejście graniczne Świnoujście-Garz
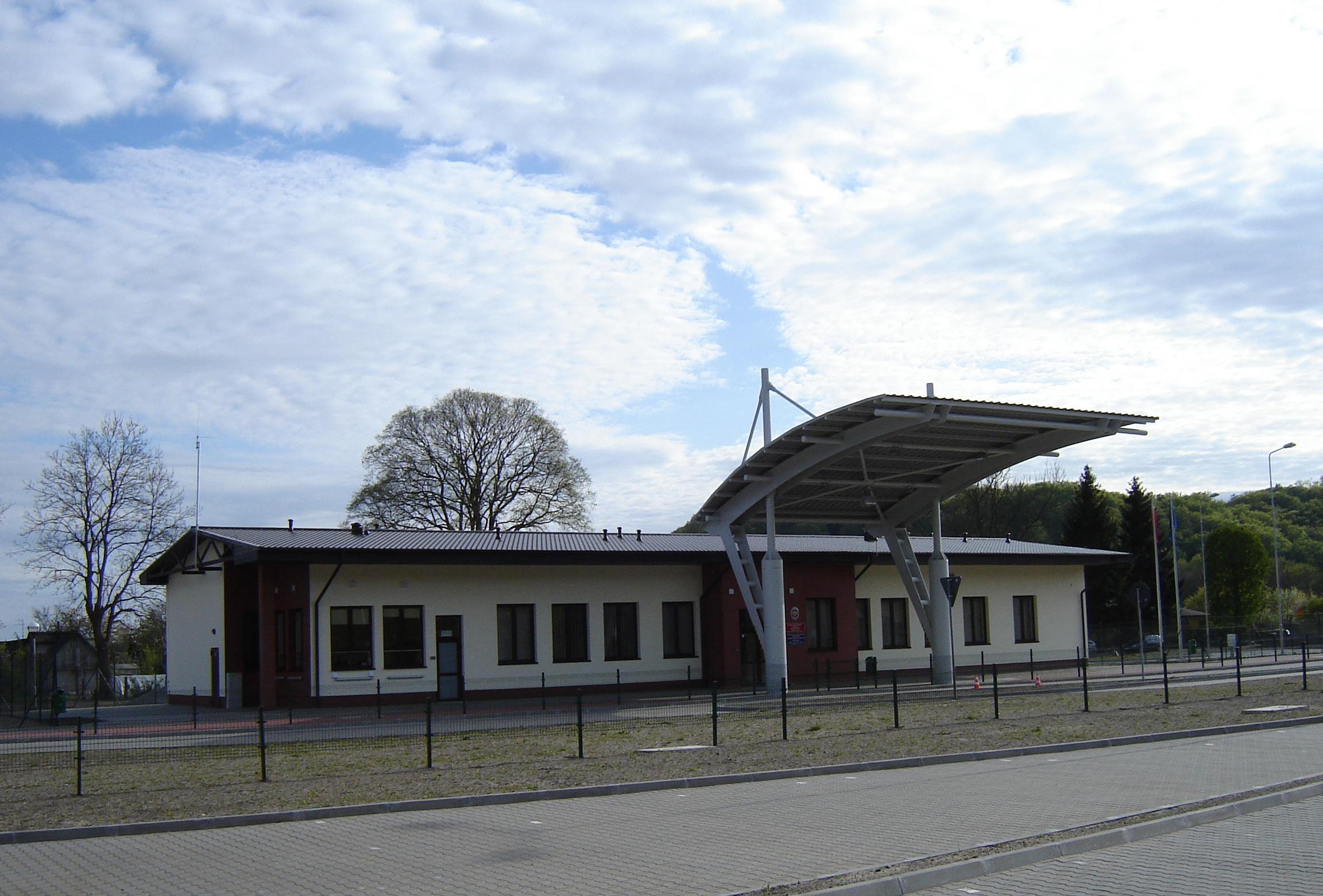
(maj 2007)
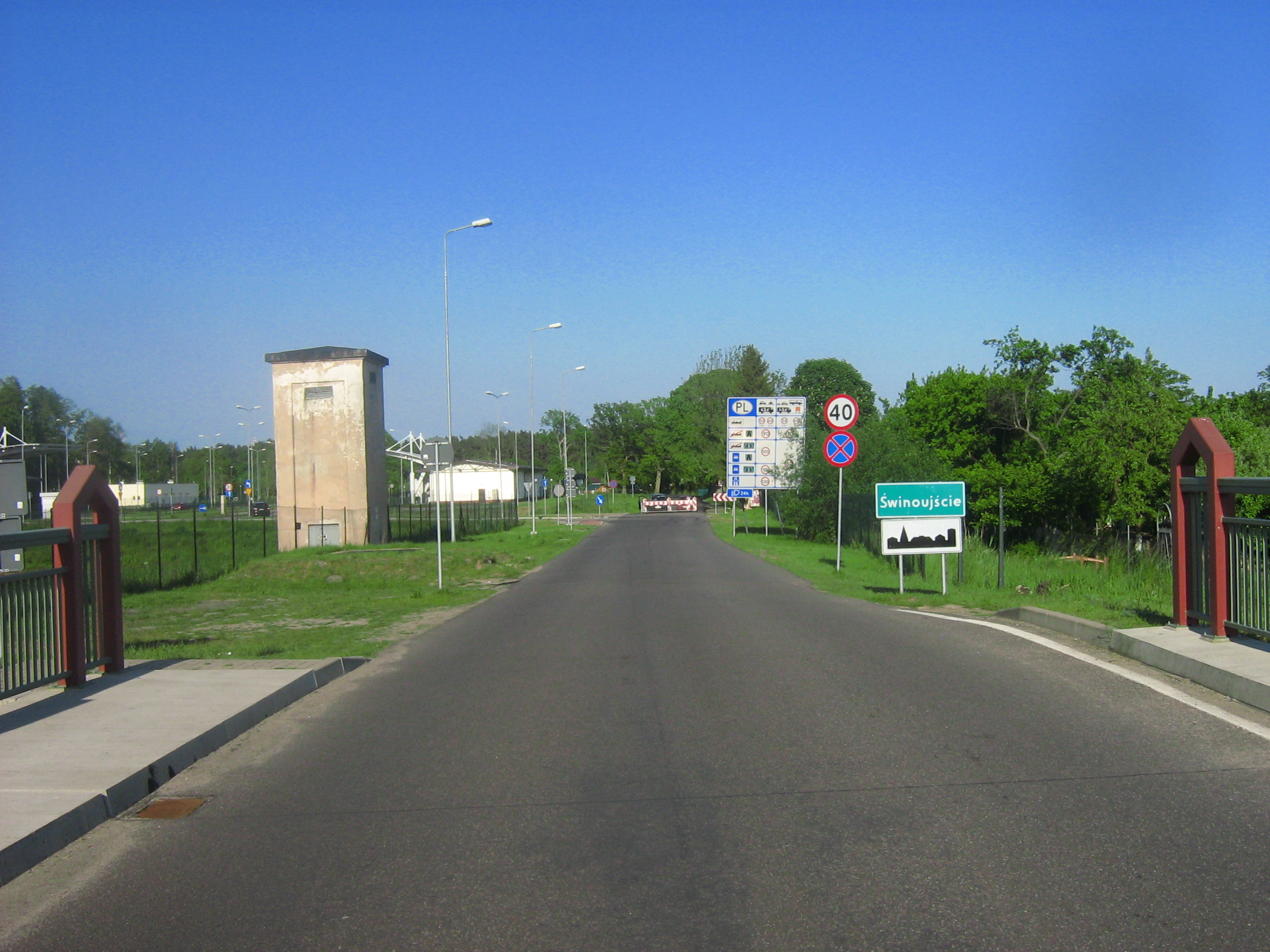
(czerwiec 2009)
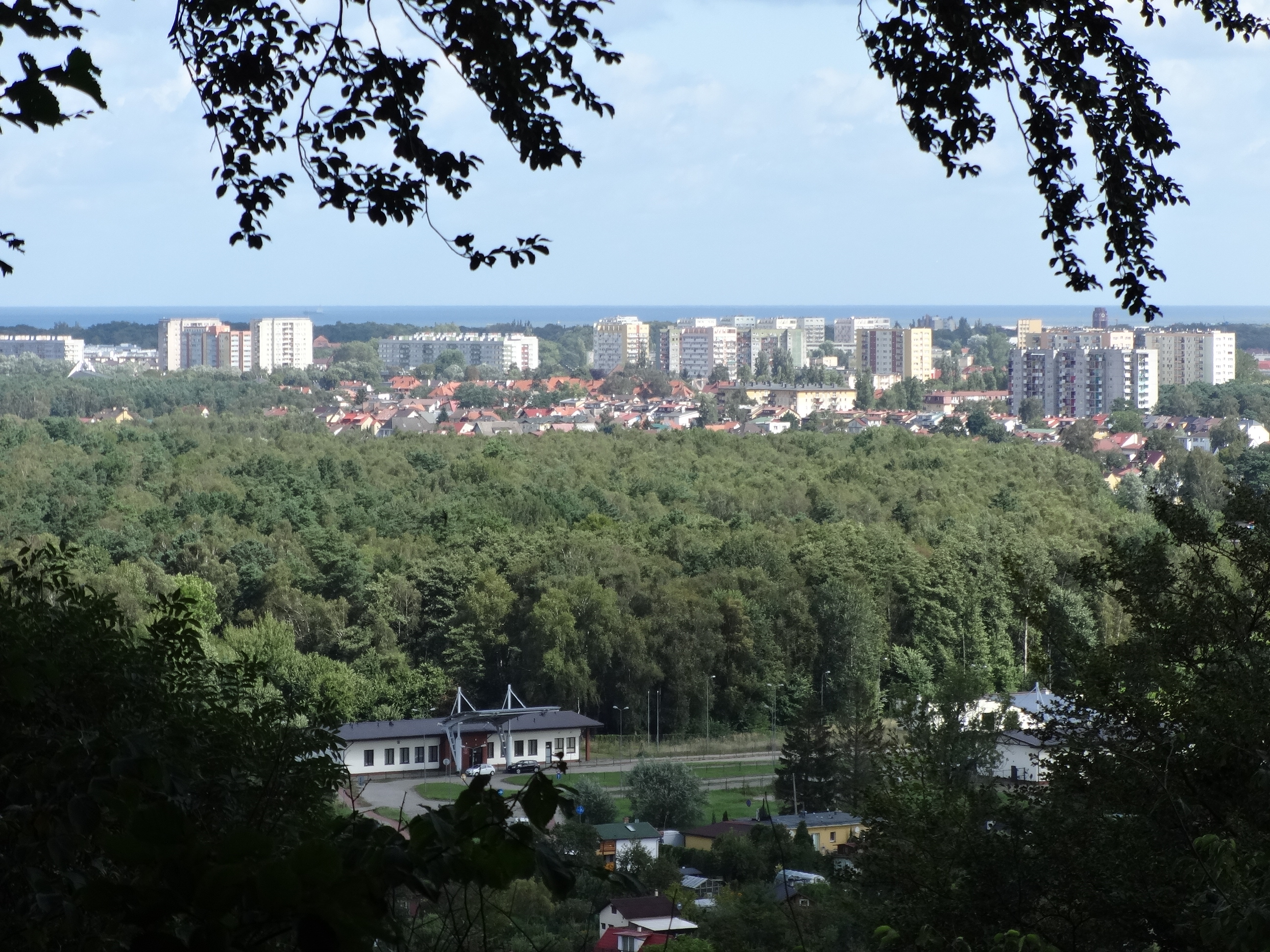
(sierpień 2014)